# Liten bajonettlilja
Liten bajonettlilja (Sansevieria parva, Sansevieria dooneri) är en sparrisväxtart som beskrevs av Nicholas Edward Brown. Sansevieria parva ingår i släktet bajonettliljor, och familjen sparrisväxter. Inga underarter finns listade i Catalogue of Life.

## Bildgalleri

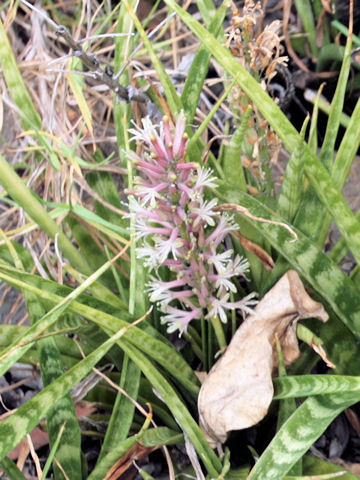
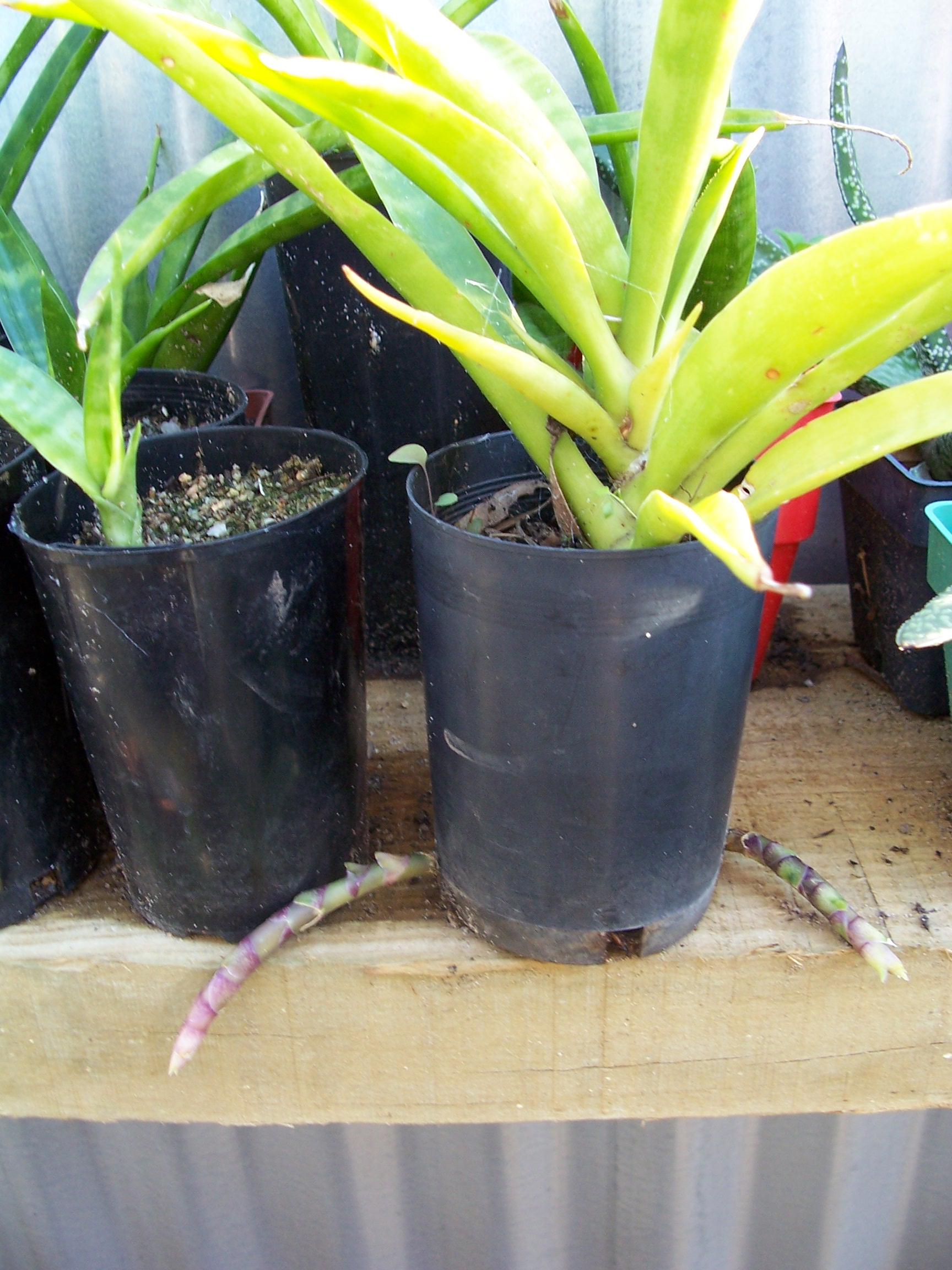
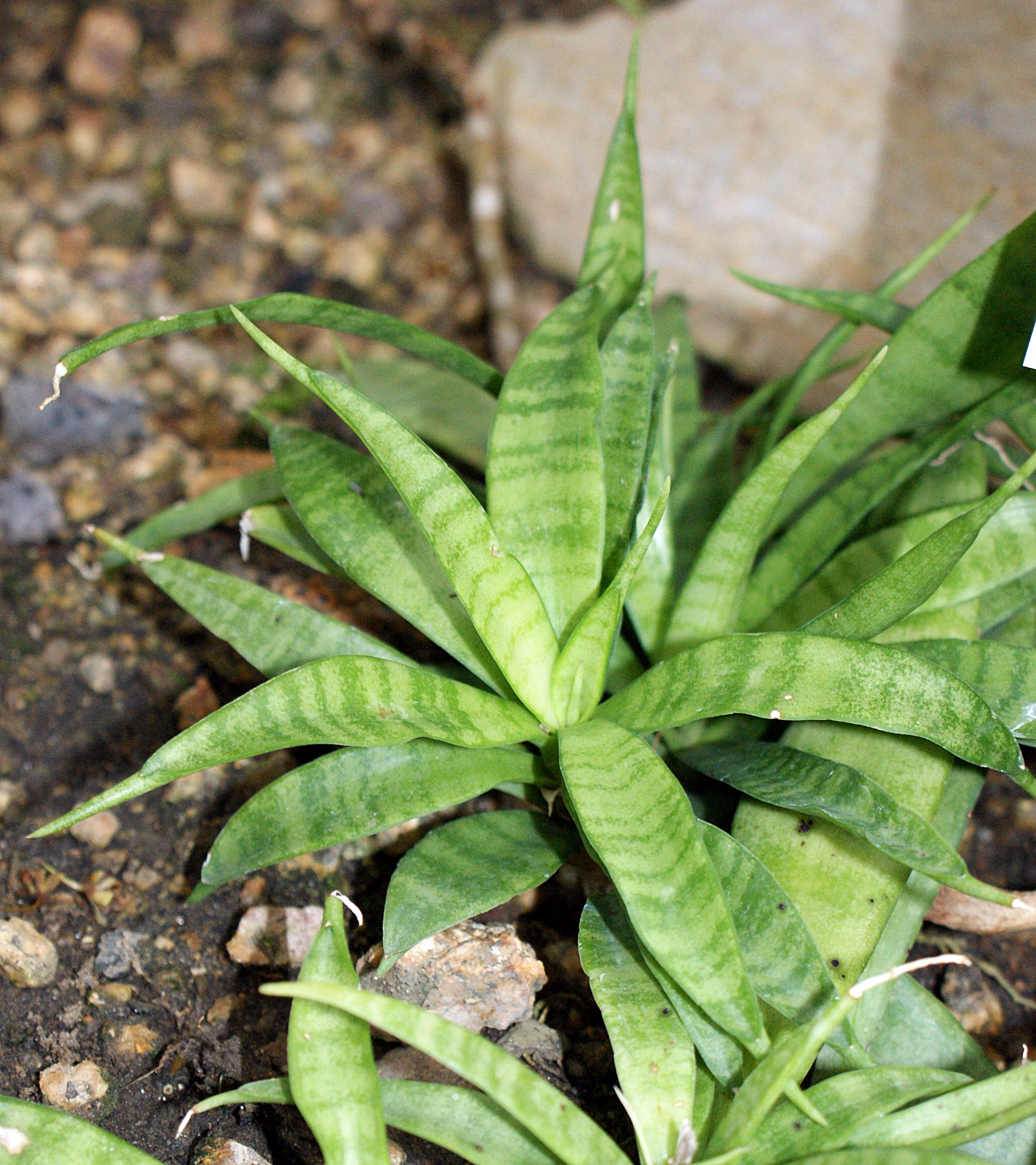
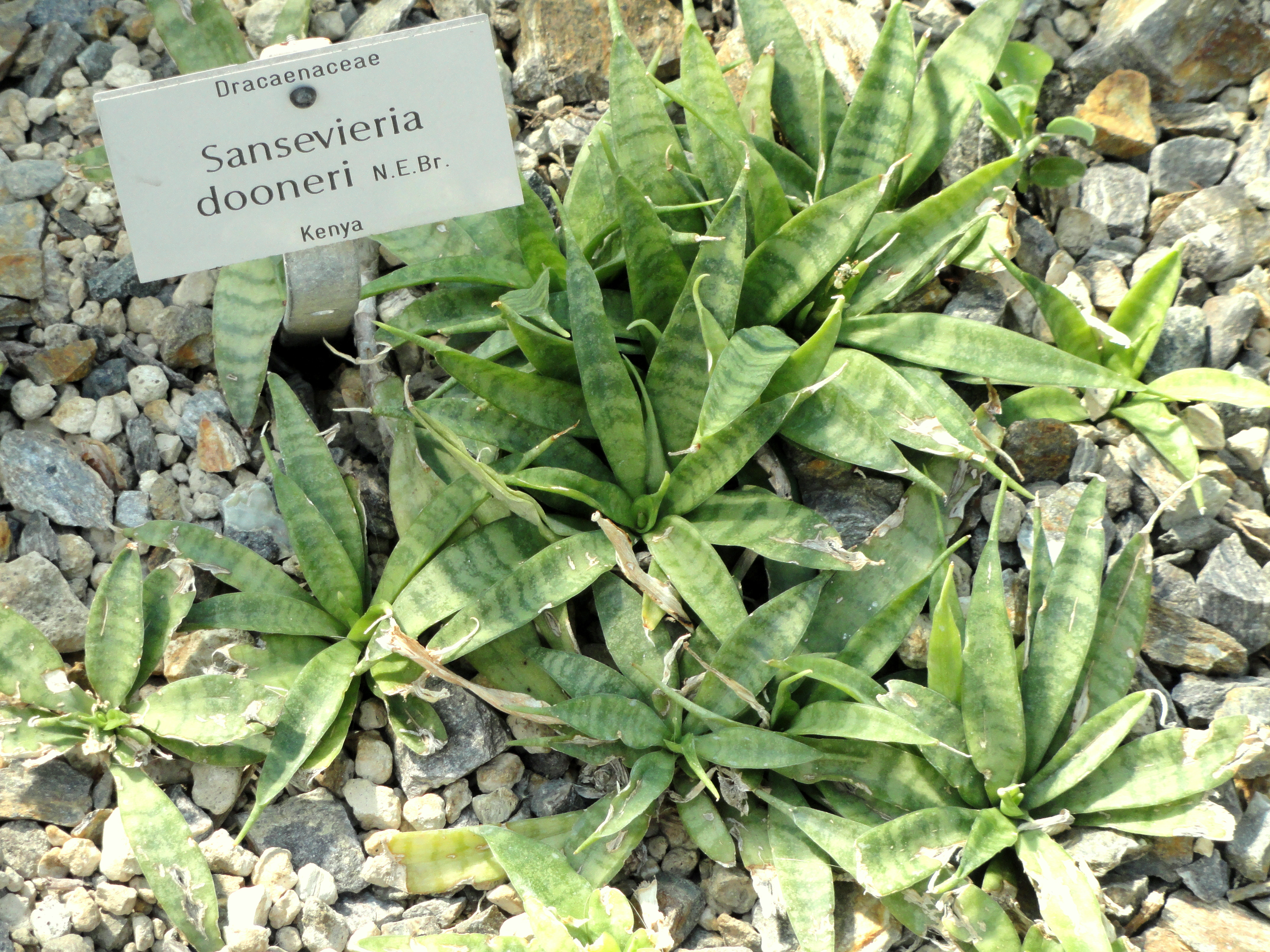